# Alena Douhan
Alena Douhan es una diplomática bielorrusa y relatora de las Naciones Unidas desde el 25 de marzo de 2020. Antes de ser nombrada como relatora, fue profesora de derecho internacional en la Universidad Estatal de Bielorrusia y la directora del Centro de Investigación de Paz. Douhan obtuvo un PhD en la Universidad Estatal de Bielorrusia en 2005 y un doctorado en derecho internacional y derecho europeo en 2015.
Douhan visitó Venezuela entre el 1 y el 12 de febrero de 2021. Douhan declaró en su informe preliminar el 12 de febrero que las sanciones en contra Venezuela ha tenido un "impacto devastador" en tanto la economía y como la población. 66 ONG venezolanas le pidieron a Douhan en una carta abierta que considerara el impacto negativo de las sanciones en el contexto de años de represión, corrupción y mal manejo económico que preceden las sanciones desde años antes. Douhan fue duramente criticada por la sociedad civil venezolana,  y diversas organizaciones no gubernamentales se pronunciaron en redes sociales con la etiqueta "#Lacrisisfueprimero".